# Shinobi (videogioco 2002)
Shinobi è un videogioco per PlayStation 2 uscito nel 2002. Il gioco era inizialmente un'esclusiva per Dreamcast, ma con il fallimento della console divenne esclusiva PlayStation.
Prodotto da SEGA, Shinobi è il primo episodio 3D di una serie nata nel 1987 con il titolo omonimo. Il giocatore interpreta Hotsuma capo del clan ninja degli Oboro chiamato all'azione per salvare la città di Tokyo dalla presenza di demoni.

## Trama
(Hotsuma)
Shinobi è ambientato ai giorni nostri nella città di Tokyo.
Il protagonista si chiama Hotsuma, il capo clan degli Oboro, titolo che ha guadagnato 4 anni prima degli eventi del gioco in uno scontro mortale con il fratello secondo le tradizioni del clan per determinare il proprietario di Akujiki, la spada leggendaria del clan ninja Oboro. Hotsuma viene chiamato dal governo per eliminare la minaccia dei demoni, comparsi a Tokyo in seguito ad un terremoto che ha danneggiato la città, e di uccidere Hiruko, uno stregone che sembra coinvolto con il ritorno dei demoni e alla comparsa di un Palazzo Dorato nel centro della città. Hotsuma scoprirà inoltre che Hiruko ha fatto uccidere tutti i membri del clan Oboro in assenza di Hotsuma.
Inizia così il viaggio di Hotsuma alla ricerca di Hiruko, viaggio che lo metterà contro demoni ed ex membri del clan del Oboro, oltre a scoprire i veri poteri di Akujiki.
Il gioco è suddiviso in 8 ambientazioni ognuna divisa a sua volta in 2 livelli. Ogni livello si conclude con un nemico particolarmente forte, ovvero un boss.

## Modalità di gioco
(Tagline del gioco)
Shinobi è un'avventura dinamica 3D in terza persona con elementi hack and slash. Il protagonista guida Hotsuma attraverso otto livelli ciascuno costituito da due sezioni e un boss di fine livello. Il gioco consiste nel muoversi in fretta attraverso i livelli e uccidendo i nemici che compariranno sul percorso. Il gioco non dispone di checkpoint, ma permette al giocatore di continuare dall'inizio di una battaglia con un boss dopo che quest'ultimo è stato sconfitto.
Lo stile di combattimento è sfrutta l'hack and slash, che coinvolge un gran numero di nemici ricorrenti. La spada di Hotsuma, Akujiki, è la sua arma primaria. Akujiki si nutre di anime, inizialmente divorando quelli dei nemici che uccide, poi quella di Hotsuma se non uccide i nemici entro un determinato periodo di tempo. Questo porta ad uccidere tutti i nemici in una battaglia il più rapidamente possibile. Per garantire che la fame di Akujiki rimanga appagata, Hotsuma può uccidere quattro o più nemici con non più di pochi secondi tra ogni uccisione per eseguire un violento attacco "Tate", che rilascerà più anime per Akujiki.
Hotsuma può anche usare gli shuriken per paralizzare brevemente i suoi avversari. Inoltre può far uso di tre tipi di magia ninja: il "Ka'en", un attacco di fuoco; il "Kamaitachi", un attacco a distanza che rilascia un'onda d'urto e il "Raijin", che gli conferisce invincibilità per un breve periodo di tempo e una velocità impressionante.

## Armi
In Shinobi il giocatore può contare su 3 armi: la spada Akujiki, i kunai e i makimono.

### Akujiki
Akujiki, la leggendaria spada del clan degli Oboro è caratterizzata da una incredibile lama affilata. Il vero potere di Akujiki si rivela solo dopo il suo risveglio, la spada si nutre dello yin dei nemici sconfitti aumentando la potenza dei suoi attacchi. Il problema sta nel fatto che chi utilizza la spada è costretto a uccidere di continuo per evitare che l'arma inizi ad assorbire prima lo yin e poi lo yang (l'energia del protagonista) di Hotsuma finendo per ucciderlo.

### Kunai
Queste lame si trovano uccidendo nemici o in giro per i livelli, Hotsuma ne ha 16 all'inizio di ogni livello, ma può portarne più del doppio. Poco potenti, i kunai hanno la caratteristica di immobilizzare il nemico permettendo a Hotsuma di colpirlo senza problemi, funziona sia con i nemici normali che con quelli di fine livello. Hotsuma, inoltre può lanciarne 8 contemporaneamente immobilizzando tutti i nemici che ha intorno.

### Makimono
I makimono sono pergamene magiche che permettono ad Hotsuma di utilizzare poteri magici. Hotsuma ne ha una all'inizio di ogni partita ma ne può trovare altre durante i livelli. Ci sono 3 tipi di makimono selezionabili utilizzando i tasti direzionali del DualShock 2.

### Ka'en
Una magia di fuoco che crea una esplosione che danneggia o uccide i nemici nelle vicinanze.

### Kamaitachi
Onde d'urto che permettono di ferire gli avversari a lunga gittata. Per ogni makimono utilizzato si possono lanciare 6 kamaitachi.

### Raijin
È uno scudo temporaneo che circonda il protagonista.

## Personaggi

### Hotsuma
Il protagonista del gioco. Hotsuma è il leader e l'ultimo sopravvissuto del clan ninja Oboro. Brandendo Akujiki, una spada maledetta, prende le anime di coloro che uccide, Hotsuma nelle infestate rovine di Tokyo si fa strada verso il Palazzo Dorato.

### Moristune
Defunto fratello maggiore di Hotsuma. Lui e Hotsuma sono stati costretti a combattere fino alla morte per vedere chi sarebbe stato il leader del clan oboro. Alla fine, Hotsuma ne uscì vittorioso, ma in questo modo con il cuore colmo di tristezza, uccise suo fratello. Questa tradizione tramandata dagli Oboro non serviva per decidere il leader, ma bensì era solo un pretesto per sfamare la spada Akujiki. Moritsune viene poi riportato in vita da Hiruko, solo per sfruttare il suo corpo, facendolo possedere da un demone drago. Dopo essere stato sconfitto la seconda volta, viene trafitto da Akujiki, e la sua anima, che risiedeva all'interno della lama maledetta esorcizza il demone nel suo corpo. Poi prende l'anima di Ageha con lui in Akujiki, ma non prima di dire Hotsuma di vendicare il clan Oboro.

### Ageha
Un'amica d'infanzia di Hotsuma e Moritsune. Quando erano bambini, Moritsune salvò l'anima di Ageha da Akujiki, dopodiché Ageha sviluppò un sentimento profondo verso di lui. Dopo la morte di Moritsune, lasciò il clan e distrusse il sigillo per liberare lo stregone Hiruko, sperando che avrebbe fatto risorgere Moritsune. Ageha impedisce a Hotsuma di uccidere Hiruko così si scontrano in una battaglia. Fugge dopo essere stata sconfitta, si incontra con Hiruko per vedere se Moritsune era stato riportato in vita. Tuttavia, vedendo Moritsune vivo, lo abbraccia, solo per essere accoltellata e ucciso da lui pochi secondi dopo perché in realtà era solo un demone con il corpo di Moristune.

### Hiruko Ubusuna
Antagonista del gioco. Hiruko è uno stregone malvagio che è stato fermato e ucciso dal clan Oboro e sigillato 72 anni fa, prima degli eventi attuali della storia. Ageha lo ha liberato in modo che possa riportare Moritsune tra i vivi. Ha anche portato in vita alcuni membri del clan Oboro. Tornato alla vita come i suoi scagnozzi e con legioni di Hellspawn, il suo obiettivo è quello di far uccidere a Hotsuma tutti i suoi servi in modo che le loro anime si fondano in Akujiki per rendere la spada più forte, dopodiché potrà uccidere Hotsuma e utilizzare il potere di Akujiki per aiutarlo a conquistare il mondo. Hiruko viene ucciso da Hotsuma e la sua anima viene divorata da Akujiki.

### Kagari Ubusuna
Una fanciulla rapita da Hiruko nel santuario. Kagari ha anche rivelato che lei e la sua famiglia erano i suoi discendenti diretti e spiega il suo dovere di guardia alla tomba di Hiruko. Hiruko voleva sacrificarla per far risorgere la sua arma finale, conosciuta come Yatsurao. Ma Kagari è stata salvata da Hotsuma ben due volte, e la ragazza da quel momento è molto riconoscente nei confronti del protagonista.

### Shirakumo
Uno dei quattro signori Hellspawn. Sembra essere una gigantesca tarantola con una testa da tigre. Fu il primo dei Signori Hellspawn ad essere ucciso.

### Benisuzume
Uno dei quattro signori Hellspawns. Sembra essere una farfalla gigante con il volto di una donna. Era il secondo ad essere sconfitto, ma invece di lasciare che Hotsuma la finisse, ha deciso di farsi saltare in aria in un ultimo tentativo di ucciderlo.

### Kurakuda
Uno dei quattro signori Hellspawn. Sembra essere liberamente ispirato alla volpe a nove code della mitologia giapponese, solo che ha la parte superiore del corpo di un essere umano, la parte inferiore del corpo di un serpente e con la testa di un serpente e porta sulla schiena un cerchio d'oro che racchiude otto ventagli più piccoli assieme a una testa di volpe posta nella zona superiore. È stato il terzo ad essere ucciso.

### Aomizuchi
Un ninja che attacca Hotsuma all'inizio del gioco. Ha una ferita sul collo che risplende e che gli provoca dolore quando si avvicina ad Akujiki. Fugge dopo la sconfitta nel suo primo incontro con Hotsuma. La sua vera identità alla fine era quella di Moritsune, fratello morto di Hotsuma. Aomizuchi è in realtà il quarto e ultimo Signore Hellspawn, un demone drago con il potere dei fulmini, che ha usato il corpo di Moritsune come un burattino.

### Yatsurao
Una statua gigante vivente armata con 4 braccia che era stata disabilitata e sigillata dagli Oboro 72 anni prima degli eventi attuali della storia. Hiruko tenta di sacrificare Kagari per risvegliarla. Hotsuma sconfigge finalmente Yatsurao ma la sua anima poi viene assorbita da Hiruko, dandogli giovinezza e facendolo diventare ancora più potente. Successivamente lo stregone rivela che tutto ciò faceva parte del suo piano fin dall'inizio.

## Doppiaggio
| Personaggio    | Doppiatore originale                           | Doppiatore italiano |
| -------------- | ---------------------------------------------- | ------------------- |
| Hotsuma        | Daisuke Kishio Sayori Ishizuka (bambino)       | Simone D'Andrea     |
| Moristune      | Toshiyuki Morikawa                             | Claudio Moneta      |
| Ageha          | Satsuki Tsuzumi                                | Cinzia Massironi    |
| Hiruko Ubusuna | Kan Tokumaru (anziano) Wataru Takagi (giovane) | Aldo Stella         |
| Kagari Ubusuna | Kumi Sakuma                                    | Dania Cericola      |
| Kobushi        | Tomomichi Nishimura                            | Giovanni Battezzato |
| Genin          | Michihiko Hagi                                 | Michihiko Hagi      |
| Giornalista    | Chieko Sasai                                   |                     |
| Shirogane      | Kōsuke Toriumi                                 | Andrea De Nisco     |
| Akagane        | Sayaka Aida                                    | Cinzia Massironi    |
| Hakuraku       | Tetsuo Mizutori                                | Aldo Stella         |
| Homura         | Osamu Hosoi                                    | Andrea De Nisco     |
| Benisuzume     |                                                | Dania Cericola      |
| Kongou         | Takashi Nagasako                               | Tony Fuochi         |
| Kurakuda       | Michihiko Hagi                                 | Andrea De Nisco     |
| Kizami         | Masahiro Okazaki                               | Giovanni Battezzato |

## Colonna sonora
Shinobi Original Sound Track (Shinobi オリジナルサウンドトラック?, Shinobi Orijinaru Saundo Torakku) è l'album soundtrack BGM del videogioco.
Musiche di Yutaka Minobe, Fumie Kumatani, Masaru Setsumaru, Tatsuyuki Maeda, Teruhiko Nakagawa.
1. Shinobi (忍?) – 1:43 (musica: Yutaka Minobe)
2. Fate (宿命?) – 2:35 (musica: Fumie Kumatani)
3. Ceremony (儀式?) – 1:08 (musica: Masaru Setsumaru)
4. Transfiguration (変貌?) – 3:40 (musica: Tatsuyuki Maeda)
5. Moritsune (守恒?) – 4:42 (musica: Tatsuyuki Maeda)
6. Cool Shrine (涼社?) – 3:50 (musica: Teruhiko Nakagawa)
7. Shinobi Boss (忍領?) – 4:22 (musica: Tatsuyuki Maeda)
8. Encounter (遭遇?) – 3:26 (musica: Teruhiko Nakagawa)
9. Incineration (炎上?) – 4:08 (musica: Fumie Kumatani)
10. Avatar (化神?) – 4:19 (musica: Teruhiko Nakagawa)
11. Impure Current (濁渦?) – 3:21 (musica: Teruhiko Nakagawa)
12. Strange Devices (奇械?) – 3:48 (musica: Fumie Kumatani)
13. Yatsurao (八面王?) – 3:11 (musica: Tatsuyuki Maeda)
14. Kan'ei Shrine (寛栄寺?) – 5:09 (musica: Teruhiko Nakagawa)
15. Ageha (朱刃?) – 3:43 (musica: Fumie Kumatani)
16. Azure Dragon (蒼龍?) – 4:03 (musica: Tatsuyuki Maeda)
17. Reminiscence (回想?) – 1:14 (musica: Masaru Setsumaru)
18. Golden Palace (黄金城?) – 3:52 (musica: Teruhiko Nakagawa)
19. Hiruko (卑瑠呼?) – 4:00 (musica: Teruhiko Nakagawa)
20. Shinobi ~Ephemeral Tale~ (忍～儚譚～?) – 3:52 (musica: Yutaka Minobe)
21. Swift Hand ~ Executioner (疾手～介錯?) – 3:14 (musica: Masaru Setsumaru)

Durata totale: 73:20